# Mussa (Tanzania)
Mussa è una circoscrizione rurale (rural ward) della Tanzania situata nel distretto rurale di Arusha, regione di Arusha. Conta una popolazione di 11 836 abitanti (censimento 2012).